# 알파 글로불린

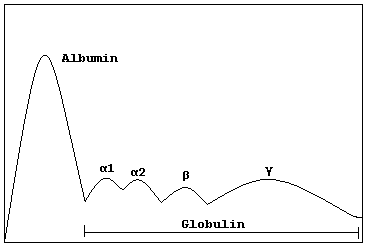
단백질 전기 영동의 개략도

알파 글로불린(α-globulins)은 알칼리성 또는 전기적으로 하전 된 용액에서 이동성이 높은, 혈장의 구형 단백질 그룹이다. 알파 글로불린은 특정 혈액 단백질 가수 분해 효소를 억제하고 억제제 활성을 나타낸다. 
평균적으로 알파 글로불린은 약 93kDa의 분자량을 갖는다. 

## 알파 글로불린의 종류

### 알파 1 글로불린
- α1-항트립신
- 알파 1-안티키모트립신
- 오로소뮤코이드(산 당 단백질, Acid Glycoprotein)
- 혈청 아밀로이드 A
- 알파 1 지질단백질

### 알파 2 글로불린
- 합토글로빈
- 알파-2u 글로불린
- α2-마크로글로불린
- 세룰로플라스민
- 티록신 결합 글로불린
- 알파 2-안티플라스민
- 단백질 C
- 알파 2 지질단백질
- 앤지오텐신노젠
- 코티솔 결합 글로불린